# Ectrosia agrostoides
Ectrosia agrostoides är en gräsart som beskrevs av George Bentham. Ectrosia agrostoides ingår i släktet Ectrosia och familjen gräs. Inga underarter finns listade i Catalogue of Life.